# ジェニファー・エスポジート
ジェニファー・エスポジート（Jennifer Esposito、1973年4月19日生）はアメリカ人俳優兼著作家。

## 人物
エスポジートは出演した映画『クラッシュ』、『サマー・オブ・サム』、『サウンド・オブ・サイレンス』、『TAXI NY』および『ウェルカム・トゥ・コリンウッド』での役柄で知られている。また、『ルーニー・テューンズ・ショー』、『スピン・シティ』、『リレイテッド』、『サマンサ Who?』、『ブルーブラッド 〜NYPD家族の絆〜』、『ミストレス〜溺れる女たち〜』などのテレビシリーズへの出演でも知られている。2016年から2017年にかけて、CBSのテレビドラマ『NCIS 〜ネイビー犯罪捜査班』でアレクサンドラ・クイン特別捜査官を演じた。2019年に、最新出演映画 Mob Town で主演のデヴィッド・アークエットの相手役を勤めた。アマゾンのドラマシリーズ『ザ・ボーイズ』でスーザン・レイナーCIA副長官を演じた。

## 生い立ち
エスポジートはインテリア・デコレーターのフィリスと、音楽プロデューサーのロバート・エスポジートの2人目の娘としてニューヨーク市に生まれた。イタリア系の子孫として、スタテンアイランドで育ち、ムーア・カトリック高校を卒業した。

## キャリア

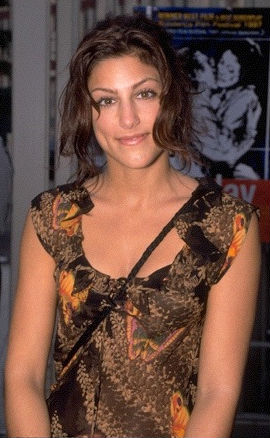
2008年のエスポジート

エスポジートの初めてのテレビに出演は、1996年の『ロー&オーダー』だった。その後、『スピン・シティ』に2シーズンに渡って出演した。『ラストサマー2』にも出演した。エスポジートの注目すべき役柄の一つは、スパイク・リーの1999年の映画で、1970年代後半のサムの息子事件を描いた『サマー・オブ・ラブ』のルビー役である。その後のエスポジートの出演映画には『ドラキュリア』、『変身パワーズ』、2004年のコメディ映画『TAXI NY』およびアカデミー賞受賞作で、ドン・チードルのパートナーで恋愛対象のリアを演じた『クラッシュ』などがある。
エスポジートは2004年5月21日に『ディナー・フォー・ファイブ』第3シーズン第7話でジョン・ファヴロー、スティーヴン・ドーフ、ルイス・ガスマンおよびバリー・ペッパーと共演した。エスポジートは『LAW & ORDER:性犯罪特捜班』、『レスキュー・ミー NYの英雄たち』、『マーシー・ホスピタル』などのテレビドラマにも出演した。Related と『サマンサ Who?』にレギュラー出演した。エスポジート2010年にはCBSのドラマ『ブルーブラッド 〜NYPD家族の絆〜』に、ドニー・ウォールバーグが演じるダニー・レーガン刑事のパートナーであるジャッキー・クラトーラ刑事役で出演した。第3シーズンの途中でエスポジートはセリアック病と診断され、撮影中に倒れた後でCBSに対して自身の体調がシリーズへの出演の妨げになっていることを告げた。エスポジートの限定的なスケジュールもあって、番組のプロデューサーは2012年にエスポジートの役柄をシリーズから外すことにした。
2013年にマンハッタンのウェスト・ビレッジにジェニファーズ・ウェイ・ベーカリーを開店したが、この店ではセリアック対応食だけを販売している。2014年にNBCのドラマシリーズ『TAXI ブルックリン』に出演した。2014年4月22日、Da Capo Lifelong Booksは、エスポジートがセリアック病と診断される前後の病気との個人的な関わりと、生き延びるために何をしたのかを詳しく記した、エスポジートの初著作 Jennifer's Way を出版した。この本は2014年7月6日にニューヨーク・タイムスのベストセラーリストに掲載された。2015年にABCのドラマシリーズ『ミストレス〜溺れる女たち〜』にキャリスタ・レインズ役で出演するとともに、ジョン・レグイザモが主役を演じるCBSのパイロット版 Taxi-22 にキャスティングされたことが報じられた。Showtimeのドラマ『アフェア 情事の行方』にドミニク・ウエストの姉の役で6話出演した。
エスポジートは2015年に、全米でグルテンおよび遺伝子組み換え作物不使用のヴィーガニズムのボディおよびスキンケア製品Rite Aidシリーズを販売するエクレアナチュラルズのブランド大使も勤めている。2016年に『NCIS 〜ネイビー犯罪捜査班』に経験を積んだ捜査官で、現場を離れて連邦法執行訓練センターの教官をしているアレックスことアレクサンドラ・クイン特別捜査官役で出演することが公表された。NCISのリーダーであるリロイ・ジェスロ・ギブス（マーク・ハーモン）は、クインの鋭いウィットと頭の回転の速さ、そして連邦捜査官としての絶大な才能を活用しよう、自分のチームの一員として再び現場に誘う。エスポジートが『NCIS』にアレックス・クイン特別捜査官役で出演するにあたり、製作総指揮のゲイリー・グラスバーグは「ジェニファー・エスポジートがシーズン14に参加してくれる以上の喜びはない。彼女は我々がクインのキャラクターに望んでいた全てを体現しており、我々は彼女がチームの一員になるのが待ちきれない」と述べている。2017年6月、エスポジートの出演はこのシーズンだけであることが公表された。エスポジートは2016年9月10日に Oprah: Where Are They Now? に出演し、主治医に精神科に入院させられたと述べた。入院騒ぎは『サマンサ Who?』出演中の出来事だった。
2019年、アマゾン・プライム独占の『ザ・ボーイズ』に出演した。

## 私生活
エスポジートは2006年12月30日に俳優のブラッドリー・クーパーと結婚した。結婚から5ヶ月後の2007年5月、離婚届けを提出し、11月に離婚が成立した。2009年、エスポジートはオーストラリア人テニス選手マーク・フィリプーシスと婚約した。カップルは2010年8月に離別した。2011年10月、『レイト・ショー・ウィズ・デイヴィッド・レターマン』に出演してセリアック病であることを公表した。2014年5月、英国人モデルのルイス・ダウラーとの婚約を公表した。二人は2014年11月16日にニューヨークで結婚した。2016年3月、エスポジートがダウラーとの離婚を届け出たことが報じられた。2020年、エスポジートはジェスパー・ヴェステルストロムと結婚した。

## 出演作品

### 映画
| 公開年 | 邦題 原題                                                     | 役名                          | 備考 |
| ------ | ------------------------------------------------------------- | ----------------------------- | --- |
| 1997   | A Brother's Kiss                                              | Lucy                          | |
| 1997   | Kiss Me, Guido                                                | Debbie                        | |
| 1997   | A Brooklyn State of Mind                                      | Donna Delgrosso               | |
| 1998   | 『ノー・ルッキング・バック』 No Looking Back                  | テレサ                        | |
| 1998   | 『ラストゲーム』 He Got Game                                  | ミズ・ジェイナス              | |
| 1998   | Charlie Hoboken                                               | 教会の少女                    | |
| 1998   | Side Streets                                                  | Jessica                       | |
| 1998   | 『ラストサマー2』 I Still Know What You Did Last Summer       | ナンシー                      | |
| 1999   | 『サマー・オブ・サム』 Summer of Sam                          | ルビー                        | |
| 1999   | Just One Time                                                 | Michelle                      | |
| 1999   | 『プロポーズ』 The Bachelor                                   | ダフネ                        | |
| 2000   | 『ドラキュリア』 Dracula 2000                                 | ソリーナ                      | |
| 2001   | Backflash                                                     | Olive Dee "Harley" Klintucker | ビデオ映画 |
| 2001   | 『犯罪潜入捜査官』 The Proposal                               | スーザン・リース              | |
| 2001   | Made                                                          | Club girl                     | クレジットなし |
| 2001   | 『サウンド・オブ・サイレンス』 Don't Say a Word               | サンドラ・キャシディ刑事      | |
| 2001   | 『トリプル・クロッシング』 Beyond the City Limits             | ヘレナ・トレッティ            | |
| 2002   | 『ウェルカム・トゥ・コリンウッド』 Welcome to Collinwood      | カーメラ                      | |
| 2002   | 『変身パワーズ』 The Master of Disguise                       | ジェニファー・ベイカー        | |
| 2004   | 『恋のトリセツ 別れ編』 Breakin' All the Rules                | リタ・モンロー                | |
| 2004   | 『クラッシュ』 Crash                                          | リア                          | Screen Actors Guild Award for Outstanding Performance by a Cast in a Motion Picture Satellite Award for Best Cast – Motion Picture |
| 2004   | 『TAXI NY』 Taxi                                              | マータ・ロビンス警部補        | |
| 2005   | 『スノー・ワンダー/奇跡の降る日』 Snow Wonder                 | ピラール                      | テレビ映画 |
| 2006   | 『ジーザス、メアリー&ジョーイ 恋の福音』 Jesus, Mary and Joey | フランキー・ヴィッテーロ      | |
| 2008   | 『ゴッド・ランド』 Conspiracy                                 | ジョアンナ                    | |
| 2008   | 『ワイルド・クライムズ』 American Crude                       | カルロス                      | |
| 2009   | Four Single Fathers                                           | Suzanne                       | |
| 2011   | Mamitas                                                       | Miss Ruiz                     | |
| 2012   | 『ブレイク・ザ・ルール Bending the Rules                      | オリビア・ガルシア            | |
| 2014   | 『マイ・ファニー・レディ』 She's Funny That Way               | マギー                        | |
| 2018   | 『スピード・キルズ』 Speed Kills                              | キャシー・アロノフ            | |
| 2019   | 『死霊船 メアリー号の呪い』 Mary                              | クラークソン刑事              | |
| 2019   | Mob Town                                                      | Natalie Passatino             | |
| 未定   | Untitled Ray Romano film                                      |                               | 撮影中 |

### テレビ
| 放送年    | 邦題 原題                                                      | 役名                                               | 備考                                  |
| --------- | -------------------------------------------------------------- | -------------------------------------------------- | ------------------------------------- |
| 1995      | The City                                                       | Connie Soleito                                     | エピソード不明                        |
| 1996      | 『サンシャイン・ボーイズ すてきな相棒』 The Sushine Boys       | ジーニー                                           | テレビ映画                            |
| 1996      | 『ロー&オーダー』 Law & Order                                  | ジーナ・トゥッチ                                   | シーズン7エピソード3「恋する二人」    |
| 1997      | Feds                                                           | Flo                                                | Episode: "Crash and Burn"             |
| 1997–1999 | 『スピン・シティ』 Spin City                                   | ステイシー・パテル                                 | 主演（シーズン2–3）：46エピソード     |
| 1998      | New York Undercover                                            | Gina Stone                                         | 3エピソード                           |
| 2000      | 『LAW & ORDER:性犯罪特捜班』 Law & Order: Special Victims Unit | サラ・ローガン                                     | シーズン1エピソード20「告白の代償」   |
| 2002      | Hack                                                           | Abby                                               | Episode: "Obsession"                  |
| 2004–2005 | Judging Amy                                                    | Louann "Crystal" Turner                            | 8エピソード                           |
| 2005–2006 | Related                                                        | Ginnie Sorelli                                     | 主役：18エピソード                    |
| 2005      | Snow Wonder                                                    | Pilar                                              | テレビ映画                            |
| 2006      | 『ロー&オーダー』 Law & Order                                  | ジャスティン・ベイリー                             | シーズン17エピソード7「酒の中の真実」 |
| 2007      | 『レスキュー・ミー NYの英雄たち』 Rescue Me                    | ノナ                                               | 5エピソード                           |
| 2007–2009 | 『サマンサ Who?』 Saamanha Who?                                | アンドレア・ベラドンナ                             | 主役：35エピソード                    |
| 2010      | 『マーシー・ホスピタル』 Mercy                                 | ジュールズ・ファットーレ                           | 2エピソード                           |
| 2010      | The Wish List                                                  | Sarah Fisher                                       | テレビ映画                            |
| 2010–2012 | 『ブルーブラッド 〜NYPD家族の絆〜』 Blue Bloods                | ジャッキー・クラトーラ                             | 46エピソード                          |
| 2011–2012 | 『ルーニー・テューンズ・ショー』 The Looney Tunes Show         | ティナ・ルッソ（声）                               | 5エピソード                           |
| 2014      | 『TAXI ブルックリン』 Taxi Brooklyn                            | モニカ・ペナ                                       | 10エピソード                          |
| 2015      | 『ミストレス〜溺れる女たち〜』 Mistresses                      | キャリスタ・レインズ                               | 12エピソード                          |
| 2015–2017 | 『アフェア 情事の行方』 The Affair                             | ニーナ・ソロウェイ                                 | 6エピソード                           |
| 2016–2017 | 『NCIS 〜ネイビー犯罪捜査班』 NCIS                             | アレクサンドラ・"アレックス"・クインNCIS特別捜査官 | 24エピソード                          |
| 2018      | 『ブラインドスポット タトゥーの女』 Blindspot                  | リネット                                           | 2エピソード                           |
| 2019–2021 | 『LAW & ORDER:性犯罪特捜班』 Law & Order: Special Victims Unit | フィービー・ベイカー巡査部長                       | 4エピソード                           |
| 2019–2020 | 『ザ・ボーイズ』 The Boys                                      | スーザン・レイナー                                 | 6エピソード                           |
| 2020      | Awkwafina Is Nora from Queens                                  | Brenda                                             | 5エピソード                           |

### Web
| 年度 | タイトル       | 役名  | 備考              |
| ---- | -------------- | ----- | ----------------- |
| 2009 | The Broadroom  | Roan  | 主役、4エピソード |
| 2018 | Liza on Demand | Holly | Episode: "Pilot"  |